# Jean-Louis Luccini
Jean-Louis Luccini est un footballeur français né le 2 novembre 1948 à Bastia (Haute-Corse). 
Il a évolué comme défenseur dans les années 1970 au SC Bastia. Il a été finaliste de la Coupe de France avec ce club en 1972.

## Palmarès
- Finaliste de la Coupe de France 1972 avec le SC Bastia
- Vainqueur du Challenge des Champions 1972 avec le SC Bastia